# Toda Medics
Los Toda Medics (戸田メディックス Toda Medikkusu?), denominados oficialmente Toda Chuo Medics Saitama (戸田中央メディックス埼玉 Toda Chūō Medikkusu Saitama?), son un equipo de sóftbol femenino de Japón con sede en Toda, Saitama. Compiten en la East Division de la Japan Diamond Softball League (JD.League).

## Historia
Los Medics fueron fundados en 1976 como equipo de sóftbol del Toda Chuo Hospital.
La Japan Diamond Softball League (JD.League) se fundó en 2022, y los Medics se unieron a la nueva liga formando parte de la East Division.

## Roster actual
- Actualizado el abril de 2022.[4]

| Posición        | N.º       | Nombre            | Edad      | Altura             | Bateo     | Lanz.     | Notas                                 |
| Jugadoras       | Jugadoras | Jugadoras         | Jugadoras | Jugadoras          | Jugadoras | Jugadoras | Jugadoras                             |
| --------------- | --------- | ----------------- | --------- | ------------------ | --------- | --------- | ------------------------------------- |
| Lanzadoras      | 3         | Odicci Alexander  | 26 años   | 170 cm (5 ft 7 in) | Derecha   | Derecha   |                                       |
| Lanzadoras      | 16        | Izumi Yukawa      | 26 años   | 163 cm (5 ft 4 in) | Derecha   | Derecha   |                                       |
| Lanzadoras      | 17        | Ami Tominaga      | 22 años   | 165 cm (5 ft 5 in) | Izquierda | Izquierda |                                       |
| Lanzadoras      | 18        | Natsuki Hirose    | 27 años   | 160 cm (5 ft 3 in) | Izquierda | Derecha   |                                       |
| Lanzadoras      | 20        | Yuki Masuda       | 25 años   | 165 cm (5 ft 5 in) | Derecha   | Derecha   |                                       |
| Lanzadoras      | 26        | Jordan Taylor     | 36 años   | 185 cm (6 ft 1 in) | Derecha   | Derecha   |                                       |
| Receptoras      | 6         | Masumi Onizawa    | 33 años   | 156 cm (5 ft 1 in) | Derecha   | Derecha   |                                       |
| Receptoras      | 21        | Sawa Ueshima      | 28 años   | 160 cm (5 ft 3 in) | Derecha   | Derecha   |                                       |
| Receptoras      | 25        | Mika Fukasawa     | 29 años   | 169 cm (5 ft 7 in) | Derecha   | Derecha   |                                       |
| Cuadro interior | 2         | Anissa Urtez      | 30 años   | 172 cm (5 ft 8 in) | Derecha   | Derecha   | Compitió en los Juegos Olímpicos 2020 |
| Cuadro interior | 4         | Mana Imada        | 25 años   | 162 cm (5 ft 4 in) | Izquierda | Derecha   |                                       |
| Cuadro interior | 5         | Saya Takedomi     | 25 años   | 157 cm (5 ft 2 in) | Derecha   | Derecha   |                                       |
| Cuadro interior | 10        | Erina Tanaka      | 32 años   | 156 cm (5 ft 1 in) | Izquierda | Derecha   |                                       |
| Cuadro interior | 14        | Kurumi Mito       | 27 años   | 164 cm (5 ft 5 in) | Derecha   | Derecha   |                                       |
| Jardineras      | 1         | Rino Yamakita     | 25 años   | 161 cm (5 ft 3 in) | Izquierda | Derecha   |                                       |
| Jardineras      | 8         | Kanako Tsutsumi   | 30 años   | 158 cm (5 ft 2 in) | Izquierda | Derecha   |                                       |
| Jardineras      | 11        | Mikiko Eguchi     | 34 años   | 161 cm (5 ft 3 in) | Izquierda | Derecha   |                                       |
| Jardineras      | 19        | Moe Tajima        | 27 años   | 160 cm (5 ft 3 in) | Izquierda | Derecha   |                                       |
| Jardineras      | 29        | Akiko Suhara      | 31 años   | 170 cm (5 ft 7 in) | Izquierda | Izquierda |                                       |
| Cuerpo técnico  |           |                   |           |                    |           |           |                                       |
| Mánager         | 30        | Itsushi Fukuda    | 68 años   | -                  | -         | -         |                                       |
| Entrenadores    | 32        | Masashi Miyashita | 73 años   | -                  | -         | -         |                                       |